# Emma Little-Pengelly
Emma Little-Pengelly (Markethill, 31 dicembre 1979) è una politica e avvocato irlandese, membro del Partito Unionista Democratico e vice primo ministro dell'Irlanda del Nord dal 3 febbraio 2024. È membro dell'Assemblea dell'Irlanda del Nord per il collegio di Lagan Valley dal 12 maggio 2022, quando ha sostituito il capo del partito Sir Jeffrey Donaldson, che rinunciò al seggio dopo le elezioni del 2022.
In precedenza era stata Parlamentare alla Camera dei comuni per il collegio di Belfast South dal 2017 al 2019, quando perse il seggio a vantaggio di Claire Hanna del Partito Social Democratico e Laburista, e deputata all'Assemblea dell'Irlanda del Nord per il collegio di Belfast South.

## Carriera politica
Emma Little-Pengelly iniziò la carriera politica nel 2007 come consigliere speciale per Ian Paisley, mentre era Primo ministro dell'Irlanda del Nord, e lavorò nell'ambito delle trattative del DUP con le vittime del conflitto nordirlandese. Little-Pengelly rimase nel ruolo di consigliere speciale quando Peter Robinson assunse il ruolo di Primo ministro nel 2008 fino al 2015, rimanendo in carica per otto anni.
Nel 2015 Emma Little-Pengelly fu scelta dal DUP per sostituire Jimmy Spratt come deputato all'Assemblea dell'Irlanda del Nord per Belfast South, dopo il suo ritiro per malattia. Il 28 ottobre 2015 fu nominata ministro nell'Esecutivo dell'Irlanda del Nord. Little-Pengelly si candidò alle elezioni del 2016 nel collegio di South Belfast e venne eletta. Perse il seggio alle elezioni del 2017 quando il numero di deputati per Belfast South fu ridotto da 6 a 5, battuta per 15 voti dal collega Christopher Stalford.
Alle elezioni generali del 2017 Emma Little-Pengelly fu eletta deputata per il collegio di Belfast South, strappando il seggio al Partito Social Democratico e Laburista (SDLP), rappresentato in precedenza da Alasdair McDonnell. L'ex primo ministro dell'Irlanda del Nord Peter Robinson fu il responsabile della strategia della campagna elettorale di Little-Pengelly. Alle successive elezioni del 2019 perse il seggio a vantaggio di Claire Hanna, rappresentante il SDLP.
Il 12 maggio 2022, una settimana dopo le elezioni per l'Assemblea dell'Irlanda del Nord del 2022, il leader del DUP Jeffrey Donaldson rinunciò al seggio a Stormont per via della sua opposizione al Protocollo sull'Irlanda del Nord; Little-Pengelly fu scelta dal DUP per sostituirlo.

### Vice primo ministro dell'Irlanda del Nord
Il 3 febbraio 2024 Emma LIttle-Pengelly è divenuta Vice primo ministro dell'Irlanda del Nord dopo il ristabilimento dell'Esecutivo dell'Irlanda del Nord. La sua nomina ha segnato la prima volta in cui un'unionista ha detenuto la carica di vice primo ministro.